# Yu Wenjun
Yu Wenjun, död 328, var kejsarinna av Östra Jin i Kina som gift med kejsar Ming (d. 326).  Hon var regent för sin son kejsar Cheng under hans omyndighet 326-327.